# Vauchelles-lès-Domart
Vauchelles-lès-Domart is een gemeente in het Franse departement Somme (regio Hauts-de-France) en telt 106 inwoners (1999). De plaats maakt deel uit van het arrondissement Amiens.

## Geografie
De oppervlakte van Vauchelles-lès-Domart bedraagt 3,9 km², de bevolkingsdichtheid is 27,2 inwoners per km².
De onderstaande kaart toont de ligging van Vauchelles-lès-Domart met de belangrijkste infrastructuur en aangrenzende gemeenten.

## Demografie
Onderstaande figuur toont het verloop van het inwonertal (bron: INSEE-tellingen).